# استاریه باگازی
استاریه باگازی (انگلیسی: Staryye Bagazy) یک شهرک در شهرستان کاراایدلسکی استان باشقیرستان کشور روسیه است.